# Ozarba alfierii
Ozarba alfierii is een vlinder van de familie van de uilen (Noctuidae). De wetenschappelijke naam van deze soort is voor het eerst voorgesteld als Thalerastria alfierii door Edward Parr Wiltshire in een publicatie uit 1948.
De soort komt voor in de Verenigde Arabische Emiraten, Oman en Jemen.